# Frankenloch bei Heldra
Frankenloch bei Heldra este o arie protejată (arie specială de conservare — SAC, sit de importanță comunitară — SCI) din Germania întinsă pe o suprafață de 8,91 ha, integral pe uscat.

## Localizare
Centrul sitului Frankenloch bei Heldra este situat la coordonatele 51°07′37″N 10°12′26″E / 51.1269°N 10.2072°E.

## Înființare
Situl Frankenloch bei Heldra a fost declarat sit de importanță comunitară în aprilie 1999 pentru a proteja 9 specii de animale. Situl a fost protejat și ca arie specială de conservare în martie 2008.

## Biodiversitate
Situată în ecoregiunea continentală, aria protejată conține 1 habitat natural: Lacuri eutrofice naturale cu vegetație de tip Magnopotamion sau Hydrocharition.
La baza desemnării sitului se află mai multe specii protejate de  păsări (9): lăcar-de-rogoz (Acrocephalus schoenobaenus), fluierar de munte (Actitis hypoleucos), pescăruș albastru (Alcedo atthis), rață mică (Anas crecca crecca), erete de stuf (Circus aeruginosus), codroșul de pădure (Phoenicurus phoenicurus), Rallus aquaticus aquaticus, Tachybaptus ruficollis ruficollis, fluierarul de zăvoi (Tringa ochropus).
Pe lângă speciile protejate, pe teritoriul sitului au mai fost identificate 4 specii de plante, 1 specie de amfibieni, 2 specii de nevertebrate, 1 specie de pești.